# فوروني كاليفورني
فوروني كاليفورني (الاسم العلمي: Phoronopsis californica) هو نوع من الحيوانات يتبع جنس الفوروني من الديدان الحدوية.